# Deogyang-gu
Deogyang-gu là quận của Goyang, Hàn Quốc.

## Phân cấp hành chính
Deogyang-gu bao gồm 19 dong hành chính:
- Jugyo-dong
- Seongsa 1 và 2 dong
- Wonsin-dong (kết hợp từ Wondang-dong và Sinwon-dong)
- Heungdo-dong (kết hợp từ Wonheung-dong và Donae-dong)
- Sindo-dong (được chia thành Samsong-dong và Ogeum-dong)
- Changneung-dong (được chia thành Dongsan-dong và Yongdu-dong)
- Hyoja-dong (được chia thành Hyoja-dong, Jichuk-dong và Bukhan-dong)
- Hwajeon-dong (được chia thành Hwajeon-dong, Deogeun-dong và Hyangdong-dong)
- Daedeok-dong (bao gồm Hyeoncheon-dong)
- Haengsin 1 đến 3 dong (Haengsin 2-dong [Gangmae-dong])
- Haengju-dong (được chia thành Haengjunae-dong, Haengjuoe-dong, Todang-dong và Daejang-dong)
- Neunggok-dong (được chia thành Naegok-dong và Sinpyeong-dong)
- Hwajeong 1 và 2 dong
- Gwansan-dong (được chia thành Gwansan-dong và Naeyu-dong)
- Goyang-dong (được chia thành Goyang-dong, Byeokje-dong, Daeja-dong và Seonyu-dong)

## Liên kết
- Trang chủ chính thức Lưu trữ ngày 30 tháng 9 năm 2007 tại Wayback Machine (tiếng Hàn)